# El Momento Descuidado
El Momento Descuidado è il diciottesimo album in studio del gruppo musicale australiano The Church, pubblicato nel 2004.

## Il disco
Il disco, che segue di solo un mese l'uscita della raccolta di outtakes Beside Yourself, contiene nove brani già editi ma rivisitati e cinque inediti (0408, November, All I Know, Til the Cows Come Home e Between Mirages).

## Tracce
1. The Unguarded Moment – 3:36
2. 0408 – 5:20
3. Almost With You – 4:29
4. November – 3:15
5. Metropolis – 3:21
6. Chromium – 3:44
7. Sealine – 2:39
8. A New Season – 3:44
9. All I Know – 4:19
10. Til the Cows Come Home – 3:15
11. Tristesse – 4:06
12. Under the Milky Way – 4:52
13. Invisible – 5:25
14. Between Mirages – 3:18

## Formazione
- Steve Kilbey – voce, basso, tastiera, chitarra
- Peter Koppes – chitarra, tastiera, basso, voce
- Tim Powles – batteria, percussioni, cori
- Marty Willson-Piper – chitarra, basso, voce